# HD 40409
Désignations
HD 40409, également désignée HR 2102 ou 36 G. Doradus, est une étoile binaire suspectée de la constellation australe de la Dorade. Elle est visible à l'œil nu avec une magnitude apparente de 4,65. Le système présente une parallaxe annuelle de 36,60 mas mesurée par le satellite Gaia, ce qui permet d'en déduire qu'il est distant de ∼ 89,1 a.l. (∼ 27,3 pc) de la Terre. Il s'en éloigne à une vitesse radiale de +26 km/s. Le système possède un mouvement propre relativement important, traversant la sphère céleste selon un rythme de 0,57 secondes d'arc par an et avec un angle de position de 14,51°.
HD 40409 est une binaire astrométrique suspectée. Sa composante visible est une étoile évoluée qui a été classée comme une géante rouge de type spectral K2 III par Gray et al. (2006). Keenan & McNeil (1989) ont quant à eux donné une classification de K2 III–IV, indiquant qu'elle présente plutôt des traits mélangés entre une étoile géante et une sous-géante moins évoluée. Elle est âgée d'environ huit milliards d'années et elle est 12 % plus massive que le Soleil. Son rayon est 4,8 fois plus grand que le rayon solaire, elle est 11 fois plus lumineuse que le Soleil et sa température de surface est de 4 858 K.